# أسباب النزول (علم)
علم أسباب النزول أو تفسيرها؛ أو شأن النزول، هو أحد العلوم الإسلامية المهتمة بمعرفة أسباب نزول آيات القرآن والقضايا والحوادث المتعلقة بها وكذلك وقت ومكان نزول الآية وذلك بغرض معرفة تفسيرها وفهمها فهمًا صحيحًا، ومعرفة الحكمة من الأحكام القرآنية؛ لذا فيعتبر أحد فروع علم تفسير القرآن.

## فوائد علم أسباب النزول
ذكر علماء المسلمين عدة فوائد لهذا العلم، منها:
- أنها تُعين قارئ القرآن على فهمه فهمًا صحيحًا سليمًا، وذلك أن العلم بالسبب يُورث العلم بالمسبَّب. يقول الواحدي: « لا يمكن تفسير الآية دون الوقوف على قصتها وبيان نزولها ».[1]
- أنها تُيسِّرُ حفظ القرآن وتُثَبِّتُ معناه، لأن ربط الأحكام بالحوادث والأشخاص والأزمنة والأمكنة يساعد على استقرار المعلومة وتركيزها.
- أنها تمكِّن من معرفة وجه الحكمة الباعثة على تشريع الحكم الوارد في آية معينة في القرآن.

## أقسام الآيات بالنسبة لسبب النزول
تقسّم آيات القرآن إلى :
- قسم نزل بدون سبب، وهو أكثر القرآن.
- قسم نزل مرتبط بسبب من الأسباب. ومن هذه الأسباب:
  - حدوث واقعة معينة فينزل القرآن بشأنها، مثال ذلك ما رواه البخاري في صحيحه: «لما نزلت ﴿وَأَنْذِرْ عَشِيرَتَكَ الْأَقْرَبِينَ ۝٢١٤﴾[2]، صعد النبي ﷺ على الصفا، فجعل ينادي: " يا بني فهر، يا بني عدي "، لبطون قريش، حتى اجتمعوا، فجعل الرجل إذا لم يستطع أن يخرج أرسل رسولاً لينظر ما هو، فجاء أبو لهب وقريش، فقال: " أرأيتكم لو أخبرتكم أن خيلاً بالوادي تريد أن تغير عليكم أكنتم مصدقي؟ " قالوا: نعم، ما جربنا عليك إلا صدقًا، قال: " فإني نذير لكم بين يدي عذاب شديد ". فقال أبو لهب: تبًا لك سائر اليوم، ألهذا جمعتنا. فنزلت ﴿تَبَّتْ يَدَا أَبِي لَهَبٍ وَتَبَّ ۝١ مَا أَغْنَى عَنْهُ مَالُهُ وَمَا كَسَبَ ۝٢﴾[3]».[4]
  - أن يُسال النبي محمد عن شيء، فينزل القرآن ببيان الحكم، مثال ذلك ما رواه البخاري في صحيحه عن عبد الله بن مسعود قال: « كنت مع النبي في حرث بالمدينة، وهو يتوكأ على عسيب، فمر بنفر من اليهود، فقال بعضهم: سلوه عن الروح، وقال بعضهم: لا تسألوه، لا يسمعكم ما تكرهون، فقاموا إليه فقالوا: يا أبا القاسم، حدثنا عن الروح. فقام ساعة ينظر، فعرفت أنه يوحى إليه، فتأخرت عنه حتى صعد الوحي، ثم قال: ﴿وَيَسْأَلُونَكَ عَنِ الرُّوحِ قُلِ الرُّوحُ مِنْ أَمْرِ رَبِّي وَمَا أُوتِيتُمْ مِنَ الْعِلْمِ إِلَّا قَلِيلًا ۝٨٥﴾[5] ».[6]

## طرق معرفة أسباب النزول
لما كان سبب النزول أمرًا واقعًا نزلت بشأنه الآية، كان من البَدَهي ألا يدخل العلم بهذه الأسباب في دائرة الرأي والاجتهاد، لهذا قيل «لا يحل القول في أسباب النزول إلا بالرواية والسماع ممن شاهدوا التنزيل ووقفوا على الأسباب وبحثوا عن علمها وجدوا في الطلب». وقد اتفق علماء الدين الإسلامي على إثبات أسباب النزول بالنقل الصحيح عن شاهد أو مستمع للحدث من الصحابة والتابعين وصحة سند الرواية.

## علاقة سبب النزول بالتفسير واستخراج الأحكام
أكد علماء المسلمين قاعدة متعلقة بأسباب النزول، مفادها أن «العبرة بعموم اللفظ لا بخصوص السبب»، وتعني هذه القاعدة أن النص الشرعي إذا ورد بسبب واقعة معينة حصلت في عصر التنزيل، فإن الحكم لا يكون مقتصرًا على تلك الواقعة فحسب، وإنما يكون حكمًا عامًا في كل ما شابهها من وقائع ونوازل، وذلك أن أحكام القرآن هي أحكام عامة لكل زمان ومكان، وليست أحكامًا خاصة بأفراد معينين.
كما أكدوا على أن أهم فائدة من فوائد علم أسباب النزول هو المساعدة على فهم آيات القرآن بشكل صحيح. بينما يرفض بعض الباحثين الإسلاميين المعاصرين استخدام أسباب النزول لتفسير القرآن مثل جمال البنا الذي وصف أحاديث روايات النزول بالهزيلة ، والقرآنيون الذين يرفضون فرض أفكار أو روايات ومحاولة إثباتها من القرآن.

## أشهر الكتب في هذا العلم
- لباب النقول في أسباب النزول، تأليف: جلال الدين السيوطي.
- أسباب نزول القران، تأليف: الواحدي(النيسابوري).
- العجاب في بيان الأسباب، تأليف: ابن حجر العسقلاني، وهو تتميم لكتاب الواحدي.
- تنزيل القرآن، تأليف: ابن شهاب الزهري.

## طالع أيضًا
- علم القراءات
- تفسير القرآن
- فقه إسلامي
- أصول الفقه
- حديث نبوي
- إتيولوجيا
- شروط المفسر (قرآن)
- تفسير محمد بن كعب القرظي
- علم المبهمات في القرآن